# Colomba (Film)
Colomba ist ein deutsches Stummfilmmelodram aus dem Jahre 1918 von Konrad Wieder. Die Titelrolle übernahm Erna Morena.

## Handlung
Irgendwo auf dem Land in Spanien. Die junge Colomba heiratet aus finanziellen Erwägungen heraus den Landwirt Gonzales. Einige Zeit später lernt sie den deutlich jüngeren Henrik van Rhyn kennen und verliebt sich schlagartig in ihn. Eine Überdosis der von Gonzales benötigten Medizin, die Colomba ihm verabreicht, befördert ihren alten Ehemann vom Leben zum Tode. Nun ist sie frei für Henrik, doch beider Glück währt nicht lang. Der einst von ihr abgewiesene Juan, der gleichfalls an Colomba brennend interessiert war, will sich an ihr rächen. Er geht zur Polizei und erklärt, dass Colomba ihren Gatten absichtlich getötet habe. Henrik wendet sich daraufhin von ihr ab, und Colomba stirbt an gebrochenem Herzen.

## Produktionsnotizen
Colomba war im Original 1653 Meter lang und wurde am 8. November 1918 im Tauentzienpalast uraufgeführt. Bei der Neuzensurierung 1921 musste der Film auf 1348 Meter heruntergekürzt werden.
Die Bauten schuf Ernst Stern.

## Kritik
In Paimann’s Filmlisten ist zu lesen: „Stoff, Spiel und Photos sehr gut, Szenerie recht gut.“